# Mardi Himal
Mardi Himal (Nepali मर्दी हिमाल) ist ein 5587 m hoher Berg im Distrikt Kaski der Provinz Gandaki in Nepal.

## Geografie
Mardi Himal liegt weniger als 20 km nördlich von Pokhara in Nepal. Er ist der südlichste Gipfel des Annapurna-Gebirges. Seine Entdeckung erfolgte durch Fotografien des Engländers Basil Goodfellow aus dem Jahr 1953. Die Erstbesteigung erfolgte 1961 über die Ostwand. Dies ist bis heute die am häufigsten genutzte Route. Versuche, die Südwand zu besteigen, waren bisher erfolglos.
Der Berg ist eine Verlängerung des Südwestgrats seines „großen Bruders“, des Machapuchare, und von Süden aus am besten sichtbar. Die Südwestwand weist drei markante Felsgrate auf, zwischen denen Hängegletscher verlaufen. Die Ostwand ist durch einen Pass auf 5200 Metern vom Machhapuchhare-Grat getrennt. 
Die am häufigsten genutzte Kletterroute führt über diesen Pass. Vom Gipfel aus bietet sich die Aussicht auf den Machhapuchhare und andere Gipfel des Annapurna-Massivs. Die Täler und Bergrücken am Fuße des Mardi Himal sind steil und dicht mit Bambus und Rhododendren bewachsen.